# Ichthyodes kaszabi
Ichthyodes kaszabi är en skalbaggsart som beskrevs av Stefan von Breuning 1969. Ichthyodes kaszabi ingår i släktet Ichthyodes och familjen långhorningar. Inga underarter finns listade i Catalogue of Life.